# 越南四柱
越南“四柱”又稱「四大支柱」（越南语：／，發音：[tɨ˧˦ t͡ɕu˧˨ʔ]）、「四駕馬車」，是指越南黨政最高領導層的四個主要職位，包括越共中央總書記、國家主席、政府總理和國會主席。「四柱」之名可以追溯至越南阮朝被稱為「朝廷四柱」的四位正一品殿閣大學士。越南官方稱四人為「黨和國家主要領導人」（越南语：／）。

## 總結
越南由越南共產黨一黨執政，「四柱」是越共中央領導集體核心成員。排名最高是作為最高領導人的越共中央總書記，排名第二到第四位分別是作為國家元首的國家主席、作為政府首腦的政府總理、作為國會議長的國會主席。
「越南四柱」政治排名如下：
1. 越南共產黨中央委員會總書記
2. 越南社會主義共和國主席[b]
3. 越南社會主義共和國政府總理
4. 越南社會主義共和國國會主席

- 蘇林
越共中央總書記
越共中央軍委書記
- 梁強
國家主席
- 范明正
政府總理
- 陈青敏
國會主席

## 簡介
越南實行一黨制，越南共產黨是執政黨，也是國內唯一合法政黨，黨政領導層任命由越南共產黨中央委員會決定。越南共產黨全國代表大會每五年舉行一次，黨代表大會閉幕後相隔不久會舉行國會全體會議。程序上，國家和政府機構人事任命需要經過國會提議和批准。
越南共產黨中央政治局是越共最高領導機關，四名排名最前和權力最大的政治局委員被稱為「四柱」，依慣例首四位的政治局委員依次擔任越共中央總書記、國家主席、政府總理、國會主席。
四柱領導人選舉分開舉行，越共中央總書記在越南共產黨中央委員會全體會議上選舉產生，國家主席和國會主席由國會選舉產生，政府總理由國家主席提名，經國會批准後任命。越南憲法規定國家主席、政府總理和國會主席候選人必須是國會議員，但作為越共最高領導人的總書記則不在此限。
越南強調集體領導，以四柱為首的越共中央政治局進行集體決策，習慣上由不同人士擔任越共中央總書記和越南國家主席。1975年越戰結束，翌年統一的越南政權建立，越共出現由總書記、國家主席、總理共同組成的集體領導體制，當時被稱為「三駕馬車」。在杜梅和黎可漂任職越共中央總書記期間，越南共產黨仿效中國共產黨和朝鮮勞動黨設立中央政治局常務委員會，取代原有「三駕馬車」體制，期間國會主席成為政治局常委，地位提升。
農德孟出任總書記後，廢除政治局常委會，復置中央書記處作為政治局執行機構，改制後新組成的領導集體改稱「四柱」。
越南四柱的分配會考慮北部、中部和南部幹部之間地區平衡，最重要的總書記一職往往由北部（原北越領土）人士擔任。在越南，只有位居四柱的四大幹部可以乘搭行政專機進行公務外訪。

## 總書記與國家主席
越共中央總書記和越南國家主席一般由兩位不同人士擔任，四柱中的最高領導人不兼任國家元首，跟同樣實行一黨執政的中華人民共和國、朝鮮民主主義人民共和國、老撾人民民主共和國、古巴共和國等不同，亦是越南政治中集體領導體制主要特色之一。
不過與其他一黨制社會主義國家類似，黨的地位在國家之上，在政治體制中，黨內職務比國家職務更重要，位列首位的是總書記，國家主席位居其下，總書記是實際最高領導人。
越南憲法規定，越南人民軍名義上由國家主席領導，國家主席擔任國防與安全委員會主席，實際上，越共中央總書記是越南人民軍最高統帥。越南共產黨中央軍事委員會是最高軍事領導機構，越共中央總書記通過兼任中央軍事委員會書記指揮越南武裝力量。
以下是越共中央總書記兼任國家主席的特殊情況：
- 胡志明（1951年2月19日－1969年9月2日）[c]
- 長征[d]（1986年7月10日－1986年12月18日）[b]
- 阮富仲（2018年10月23日－2021年4月5日）[e]
- 苏林（2024年8月3日－2024年10月21日）[f]

作為越南最高領導人的越共中央總書記出國外訪時，接待國有時不會給予國家元首相應禮遇，因此有人提出應該仿效鄰近的中國、老撾和朝鮮，讓總書記兼任國家主席，反對者指會破壞集體領導制度。